# Datová gramotnost
Datová gramotnost zahrnuje vytváření, shromažďování, uchovávání a využívání jakýchkoliv vědeckých dat. Je klíčovým pojmem v dnešní digitální společnosti, kde se množství dat neustále zvyšuje. Tato schopnost efektivně pracovat s daty, jež zahrnuje jejich sběr, analýzu a interpretaci, se stává nezbytnou pro každodenní život i profesní sféru.

## Historie
První náznaky potřeby datové gramotnosti se objevily s nástupem počítačů do domácností, ale skutečný vzestup této dovednosti začal s masovým nárůstem dostupných dat a informačních technologií. Jeden z největších rozvojů datové gramotnosti nastal během pandemie covidu-19, kdy školy musely na delší dobu přejít k distanční výuce. Což vyžadovalo, aby se vyučující naučili lépe ovládat počítače potřebné k výuce.
Další velký rozvoj datové gramotnosti nastal při zpřístupnění AI (Artificial intelligence), jako je například jazykový model ChatGPT, pro širokou veřejnost.

### Vývoj pojmu
Původně byl pojem využíván pouze v souvislosti s numerickými daty. Do oblasti sociálních věd zařazuje datovou gramotnost např. Dekker, 2010. Poukazuje na nutnost vzdělávat studenty na poli interpretace kvantitativních dat, v kritickém myšlení a porozumění numerickým informacím a jejich reprezentaci. Datovou gramotnost jako původně specifickou kompetenci v oblasti sociologických výzkumů zmiňují též Prado a Marzal (2013).
Definice datové gramotnosti nepracují jen s otázkou interpretace výzkumných dat, ale též s jejich správou (managementem), ukládáním a využíváním. Problematika datové gramotnosti se rozvíjí zejména z důvodů požadavku správy výzkumných dat pro jejich opětovné využití, pro možnost citací využití těchto dat. Otevřený přístup k vědeckým publikacím jako základní požadavek veřejně financovaného výzkumu a maximálního využití výsledků takového výzkumu též implikuje otevřený přístup k samotným datům, které vědci k výzkumu sbírali (tvořili) a interpretovali.[zdroj?]

## Definice a součásti datové gramotnosti
Datová gramotnost zahrnuje širší spektrum dovedností, které umožňují efektivně pracovat s daty. Jednou z klíčových složek datové gramotnosti je schopnost kritického myšlení při vyhodnocování informací a dat. Tato dovednost je klíčová pro správné rozhodování založené na datech a minimalizaci rizika chyb.
Schopnosti a dovednosti považované za součást datové gramotnosti, jsou soustředěny především do následujících vzájemně souvisejících okruhů: 
1. Rozpoznání potřeby dat
2. Vytváření vlastních dat nebo vyhledávání/získávání už vytvořených dat
3. Kritické hodnocení dat a jejich zdrojů
4. Management dat, zejména jejich uchovávání včetně dlouhodobé archivace
5. Sdílení dat včetně otevřeného přístupu
6. Využívání dat včetně etických a právních aspektů

## Data
Základní definici dat nabízí norma ČSN ISO 14721 na s. 20: „opakovaně interpretovatelná vyjádření informací ve formalizované podobě vhodné pro komunikaci, interpretaci nebo zpracování; mezi příklady dat patří posloupnost bitů, tabulka s čísly, znaky na stránce, nahrávka zvuků pořízená mluvčím nebo vzorek měsíční horniny“ (podle Pavlásková, 2016).
Podle Borgman (2012) základní rozdělení dat nabízí velmi významná zpráva Národního výzkumného výboru (NSB Report, 2005). Data dělí na:
- observační data – např. data o měření hodnot počasí;
- počítačová data – např. data vzešlá z počítačového zpracování;
- experimentální data – zahrnují data vzniklá na základě laboratorních experimentů; a
- záznamy – zahrnují veškeré záznamy lidské aktivity např. pro výzkum v oblasti humanitních věd.

## Kompetence datové gramotnosti
Základní kompetence datové gramotnosti zmiňují např. výše uvedení Prado a Marzal (2013). Inspiraci čerpali ze standardů informační gramotnosti i z další literatury. Kompetence rozdělují do pěti oblastí:
1. Porozumění datům – definice dat, typy dat, producenti a uživatelé dat, životní cyklus dat a další oblasti.
2. Nalezení nebo získání dat – zdroje dat, kritéria přístupu k datům, výzkumné metody pro získávání původních dat a další.
3. Čtení, interpretace a hodnocení dat – způsob reprezentace dat, kritéria hodnocení a další techniky.
4. Správa dat – metadata, nástroje pro správu dat, databáze a repozitáře dat, jejich politiky a další.
5. Využití dat – manipulace s daty, konverze dat, etické využití dat a další oblasti.

## Vzdělávání a podpora datové gramotnosti

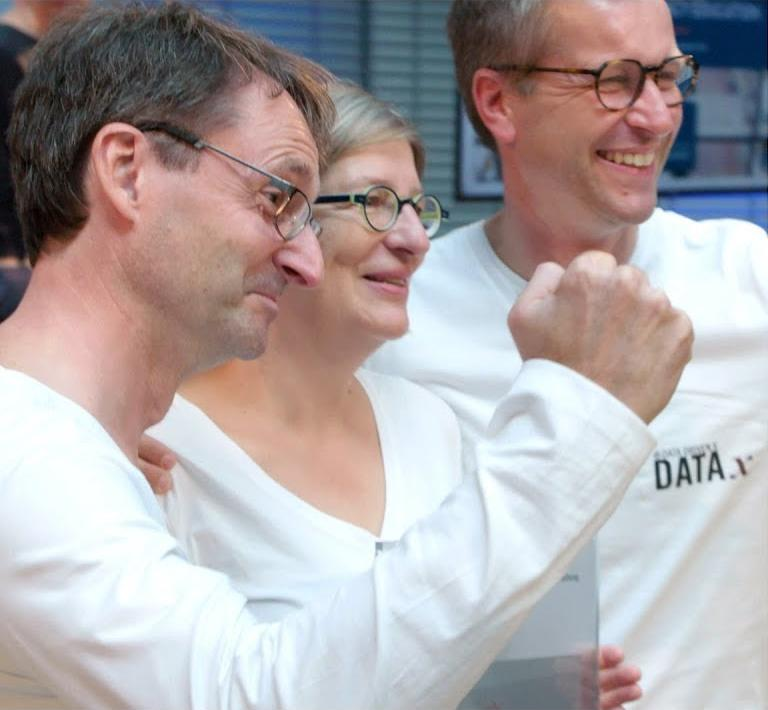

Vzdělávání v oblasti datové gramotnosti se stává neodmyslitelnou součástí moderních vzdělávacích systémů v mnoha zemích světa. Školy a vzdělávací instituce přijímají programy, které studentům poskytují nezbytné nástroje a dovednosti pro práci s daty. Kromě toho existuje i řada mimoškolních iniciativ a online kurzů, které nabízejí příležitosti ke zdokonalení datové gramotnosti.

### Příklady dobré praxe
Celosvětově existuje několik úspěšných příkladů implementace datové gramotnosti ve vzdělávání i průmyslu. V podnikatelském sektoru mnoho firem zavádí školení zaměřená na rozvoj datové gramotnosti svých zaměstnanců.

## Výzvy a budoucnost
Přestože datová gramotnost nabývá na důležitosti, existují i výzvy spojené s jejím šířením. Jednou z nich je nedostatečná standardizace vzdělávacích programů a potřeba neustálé aktualizace dovedností v reakci na rychle se měnící technologické prostředí. Je klíčové pokračovat ve vývoji strategií a metodik, které zajistí udržitelný rozvoj datové gramotnosti. Jedním z příkladů může být situace s distanční výukou během covidu-19, na kterou mnoho škol a studentů bylo málo připraveno.